# Greatest Hits (Cristina D'Avena)
Greatest Hits è una raccolta della cantante Cristina D'Avena pubblicata il 6 dicembre 2002.

## Il disco
Sebbene non sia la prima né l'unica raccolta antologica delle sue sigle più famose, Greatest Hits è la prima promossa ufficialmente dalla cantante in quanto progettata e realizzata appositamente per celebrare i suoi 20 anni di carriera, nonostante l'incisione e la pubblicazione di Bambino Pinocchio, la prima sigla da lei incisa per un cartone animato, risalgano al secondo semestre del 1981.
L'album è composto da due CD avvolti da una slipcover che in 41 tracce riuniscono i più grandi successi di Cristina D'Avena: il primo CD è relativo agli anni 1981-1990, il secondo agli anni 1991-2002. La scaletta è aperta da un brano inedito: una nuova versione, riarrangiata e reinterpretata per l'occasione, della sua prima sigla. Nei due libretti sono raffigurate in ordine cronologico le copertine di quasi tutti gli album della sua discografia.
Nel giorno d'uscita del disco, venerdì 6 dicembre, dall'auditorium di Cologno Monzese la rete televisiva satellitare Video Italia dedica all'artista, in prima serata e in diretta contemporanea su Radio Italia, una puntata di oltre 2 ore della sua trasmissione Serata con..., durante la quale la cantante esegue dal vivo gran parte dei brani dell'album.

## Ristampa
In seguito agli ottimi risultati di vendita e al conseguente esaurimento delle scorte della prima tiratura, il 28 febbraio 2003 la raccolta viene ristampata e ridistribuita nei negozi. La nuova stampa non include le 6 calamite raffiguranti il volto di Cristina in omaggio con la prima stampa e presenta alcune lievi differenze, ma la novità più rilevante è rappresentata dal fatto che l'album, nella sua versione CD, non è più disponibile come prodotto a sé: è ora diviso in due volumi ("Greatest Hits - Vol. 1" e "Greatest Hits - Vol. 2") e quindi in due CD acquistabili separatamente che contengono i medesimi dischi dell'edizione a doppio disco; naturalmente, per questa ragione, non è più presente la slipcover in cartoncino che univa le due custodie della prima versione. Anche l'edizione MC viene nuovamente stampata e distribuita, e pure qui si osservano differenze relative all'anno di produzione e al codice di catalogo, ma in questo caso l'album non viene scisso in due volumi ed è tuttora costituito da una custodia contenente le due MC, privata tuttavia della slipcover in cartoncino che la rivestiva in origine.

## Tracce
CD1
1. Bambino Pinocchio (Versione 2002) (Luciano Beretta/Augusto Martelli)
2. Canzone dei Puffi
3. I ragazzi della Senna (Il Tulipano Nero)
4. Pollon, Pollon combinaguai (Alessandra Valeri Manera, Vladimiro Albera/Piero Cassano)
5. Georgie (Alessandra Valeri Manera/Alberto Baldan Bembo, Vladimiro Albera)
6. Là sui monti con Annette (Alessandra Valeri Manera/Giordano Bruno Martelli)
7. Nanà Supergirl (Alessandra Valeri Manera/Piero Cassano)
8. Kiss me Licia (Alessandra Valeri Manera/Giordano Bruno Martelli)
9. Occhi di gatto (Alessandra Valeri Manera/Carmelo Carucci)
10. L'incantevole Creamy (Alessandra Valeri Manera/Giordano Bruno Martelli)
11. Memole dolce Memole (Alessandra Valeri Manera/Giordano Bruno Martelli)
12. Mila e Shiro due cuori nella pallavolo
13. Magica, magica Emi (Alessandra Valeri Manera/Giordano Bruno Martelli)
14. David Gnomo amico mio (Alessandra Valeri Manera/Carmelo Carucci)
15. Alla scoperta di Babbo Natale (Alessandra Valeri Manera/Carmelo Carucci)
16. Pollyanna (Alessandra Valeri Manera/Carmelo Carucci)
17. Vola mio mini pony (Alessandra Valeri Manera/Carmelo Carucci)
18. Arriva Cristina (Alessandra Valeri Manera/Carmelo Carucci)
19. Milly un giorno dopo l'altro (Alessandra Valeri Manera/Carmelo Carucci)
20. D'Artagnan e i moschettieri del re (Alessandra Valeri Manera/Carmelo Carucci)
21. Una spada per Lady Oscar (Alessandra Valeri Manera/Carmelo Carucci)

CD2
1. Il mistero della pietra azzurra (Alessandra Valeri Manera/Carmelo Carucci)
2. Scuola di Polizia (Alessandra Valeri Manera/Carmelo Carucci)
3. Cantiamo con Cristina (Alessandra Valeri Manera/Carmelo Carucci)
4. Tazmania (Alessandra Valeri Manera/Carmelo Carucci)
5. Cantiamo insieme (Alessandra Valeri Manera/Carmelo Carucci)
6. Fiocchi di cotone per Jeanie (Alessandra Valeri Manera/Carmelo Carucci)
7. Sailor Moon (Alessandra Valeri Manera/Carmelo Carucci)
8. Grandi uomini per grandi idee (Alessandra Valeri Manera/Carmelo Carucci)
9. Un oceano di avventure (Alessandra Valeri Manera/Franco Fasano)
10. Un fiocco per sognare, un fiocco per cambiare (Alessandra Valeri Manera/Franco Fasano)
11. Piccoli problemi di cuore (Alessandra Valeri Manera/Franco Fasano)
12. Un incantesimo dischiuso tra i petali del tempo (Alessandra Valeri Manera/Franco Fasano)
13. Beethoven (Alessandra Valeri Manera/Franco Fasano)
14. Curiosando nei cortili del cuore (Alessandra Valeri Manera/Franco Fasano)
15. Pesca la tua carta Sakura (Alessandra Valeri Manera/Franco Fasano)
16. Sabrina (Alessandra Valeri Manera/Max Longhi, Giorgio Vanni)
17. Rossana (Alessandra Valeri Manera/Franco Fasano)
18. Always Pokémon (Alessandra Valeri Manera/Max Longhi, Giorgio Vanni)
19. All'arrembaggio! (Alessandra Valeri Manera/Max Longhi, Giorgio Vanni)
20. Ma che magie Doremì! (Alessandra Valeri Manera/Max Longhi, Giorgio Vanni)